# América Móvil
América Móvil, S.A.B. de C.V. es una empresa multinacional mexicana de telecomunicaciones con sede en la Ciudad de México, México. Tiene presencia en 18 países en América y 8 en Europa, con más de 277 millones de usuarios. Actualmente es la primera compañía de telecomunicaciones más grande en el continente americano y la séptima compañía de telecomunicaciones más importante del mundo en cuanto a cantidad de suscripciones. Opera en varios países de América del Sur y en Centroamérica con el nombre de Claro, Tracfone Wireless en los Estados Unidos y Telcel en México ofreciendo llamadas por teléfono móvil mediante una suscripción móvil y junto a Telmex ofrece servicios de telefonía fija e internet con el nombre de Infinitum con base en paquetes. La filial de la compañía Telmex también ofrece servicios de Televisión por satélite con su filial Claro TV y con Claro ofrece Televisión por cable con su filial NET únicamente en las áreas de América del Sur y Centroamérica. 
América Móvil también realiza actividades en otras áreas, como por ejemplo se encarga de publicitar diferentes tipos de anuncios de marcas y empresas con su filial Sección Amarilla ayudando al individuo encontrar los servicios que necesite. También realiza centro de llamadas con su filial Telvista, ayudando a clientes comunicarse con soportes técnicos. La empresa también es dueña de 10,800 torres de comunicación controladas por su filial Sercotel, emitiendo señales inalámbricas para brindar sus servicios. Actualmente son controladas por el Grupo Carso, cuyo accionista mayoritario y propietario es el multimillonario Carlos Slim, también conocido por ser el fundador de ambas empresas.

## Historia breve
La empresa nace tras la separación del conglomerado Grupo Carso, debido a los altos ingresos que generaban tras ser regularizada por la Ley General de Sociedades Mercantiles en México, obligando al conglomerado realizar una escisión. En el 2000 el empresario Carlos Slim fundador de Grupo Carso, fundaría su segunda empresa, América Móvil enfocándose únicamente en el servicio de las telecomunicaciones, provocando la separación de los activos y adquiriendo las operadoras Telcel y Telmex anteriormente pertenecientes a Grupo Carso. El 7 de febrero de 2001 las acciones de la empresa fueron entregados a los accionistas de Telmex.
A inicios de 2003 América Móvil empieza a realizar una fusión de sus filiales operadoras brasileñas, tales como ATL, BCP, Americel, Tess Celular y Claro Digital con sedes de diferentes ciudades de la república de Brasil, con el fin de renovar y modernizar su nuevo operador en el país, convirtiéndose en el primer operador con el nombre de Claro.
En 2006 América Móvil tras tener un alto crecimiento en ingresos anuncia la adquisición del 100% de las acciones de la empresa dominicana Codetel, perteneciente anteriormente a la compañía Verizon. En el mismo año anuncia su participación del 52% de las acciones de la empresa Puerto Rico Telephone y el 28.51% de la Compañía Anónima Nacional de Teléfonos de Venezuela (CANTV).
En agosto de 2007 América Móvil compraría el 100% de las acciones de la empresa de operador móvil jamaiquino Oceanic Digital conocido por controlar la marca MiPhone.
En los Estados Unidos (incluyendo Puerto Rico y las Islas Vírgenes de los Estados Unidos), América Móvil posee la compañía de telefonía de celular prepagado Tracfone Wireless, que funciona bajo el sistema de Operador Móvil Virtual. También forma parte de América Móvil la compañía de telefonía celular Claro, que posee filiales en países como Brasil, Colombia, Perú, Chile, Costa Rica, Ecuador, Honduras, El Salvador, Nicaragua, Guatemala, Puerto Rico, República Dominicana, Argentina, Paraguay, Uruguay y Panamá.

## Relación con AT&T
- Diciembre de 1990: Southwestern Bell, Grupo Carso y France Telecom se unen para comprar TELMEX "Teléfonos de México".
- 2005: Southwestern Bell se fusiona con la empresa AT&T para cambiar su nombre a AT&T Inc.
- 2011: América móvil adquiere a Telmex.
- 2014: Se separa América Móvil de la empresa AT&T.
- 2015: AT&T opta por llegar y operar en México siendo independiente con la compra de Iusacell de Grupo IUSA.
- Abril de 2015: AT&T Compra Unefón de Grupo Salinas y Nextel México de NII Holdings, Inc..
- Junio de 2015: Acuerdo entre América Móvil de Slim y AT&T para la renta de 11,000 torres inalámbricas.[5]

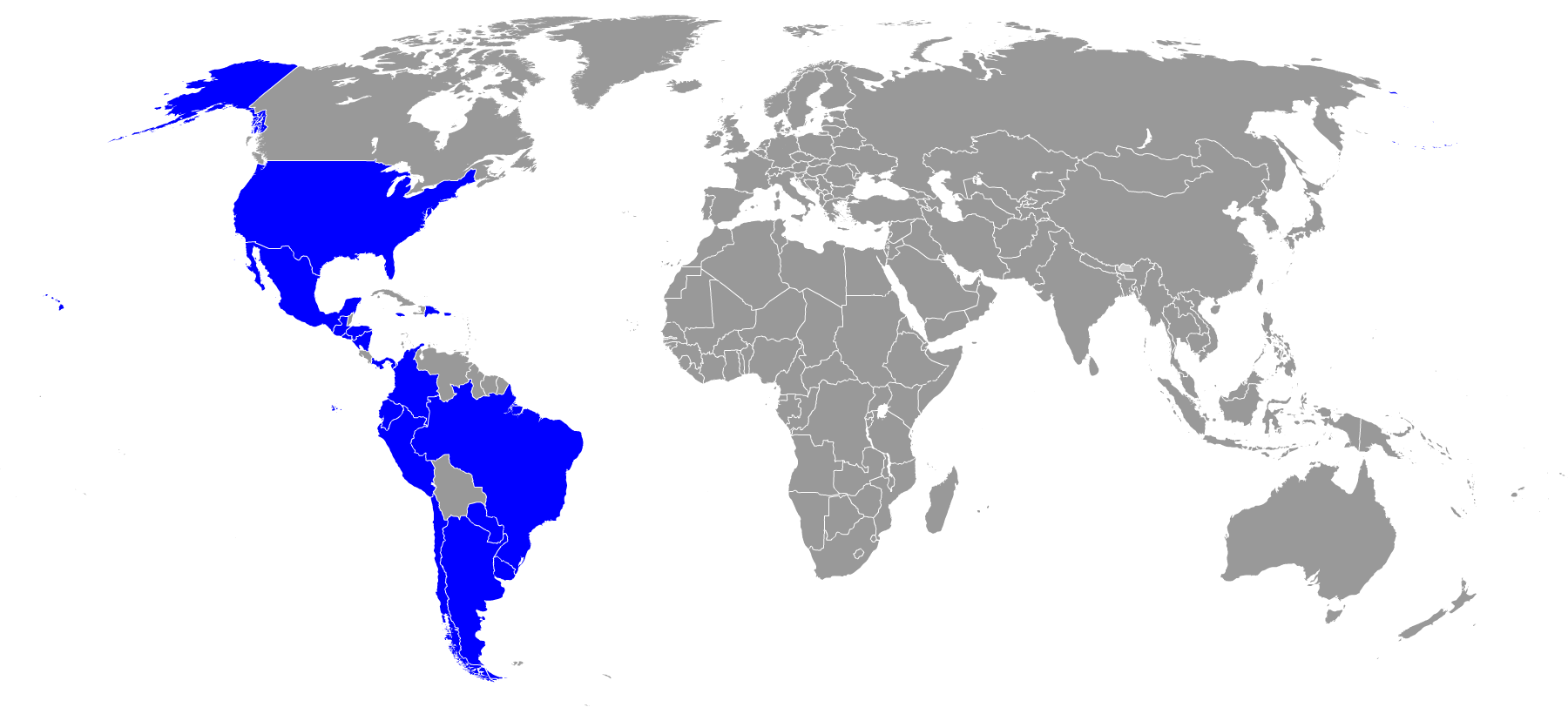
América Móvil en el mundo.

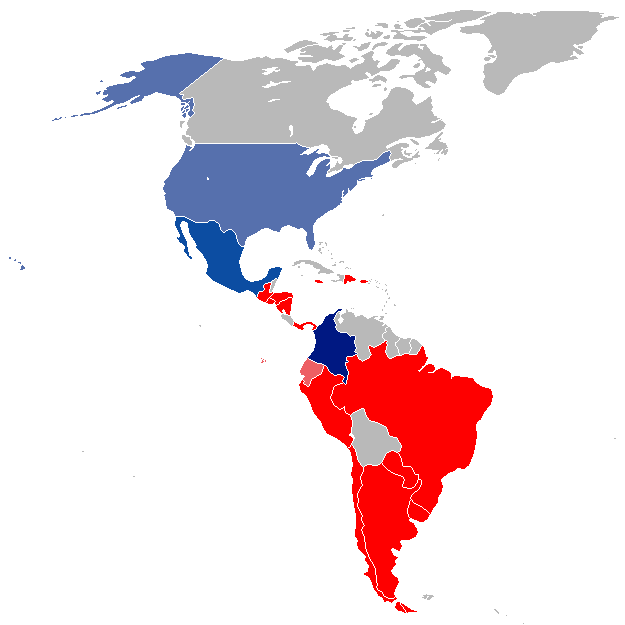
Nombres de los servicios de América Móvil en América del Sur y del Norte.
Leyenda:
Claro
Claro (Ecuador)
Claro (Colombia)
Telcel (México)
TracFone Wireless (USA)
Ninguno (la compañía no opera en estos países)

## Implantación por países
| País(es)                                                                                | Región                                        | Compañía | Clientes 2016 | Clientes 2017 |
| --------------------------------------------------------------------------------------- | --------------------------------------------- | --- | ------------- | ------------- |
| México                                                                                  | América del Norte                             | Telcel, Telmex y Telnor | 73.108.000    | 73.099.000    |
| Brasil                                                                                  | América del Sur                               | Claro, Claro TV+, NET, Nextel Brasil y Embratel | 64.264.000    | 60.272.000    |
| Colombia                                                                                | América del Sur                               | Claro, antes Comcel | 28.260.000    | 29.225.000    |
| Argentina Paraguay Uruguay                                                              | América del Sur                               | Claro, antes CTI Móvil | 22.976.000    | 23.910.000    |
| Estados Unidos Puerto Rico Islas Vírgenes de los Estados Unidos                         | América del Norte                             | Tracfone Wireless(OMV) Otras submarcas: Clearway Go Mart Mobile Net10 Wireless Page Plus Cellular SafeLink Wireless Simple Mobile Straight Talk Telcel América Total Wireless Walmart Family Mobile | 25.321.000    | 24.109.000    |
| Austria Bielorrusia Bulgaria Croacia Eslovenia Serbia Macedonia del Norte Liechtenstein | Europa                                        | A1 Telekom Austria Group | 20.482.000    | 20.677.000    |
| Costa Rica El Salvador Guatemala Honduras Nicaragua                                     | América Central                               | Claro, Movistar y Tigo | 15.773.000    | 15.499.000    |
| Panamá                                                                                  | El Caribe / América Central / América del Sur | Claro, Claro TV | 700.000       | 770.000       |
| Perú                                                                                    | América del Sur                               | Claro, antes TIM Perú | 11.954.000    | 12.071.000    |
| Ecuador                                                                                 | América del Sur                               | Claro, antes Porta | 8.864.000     | 8.822.000     |
| Chile                                                                                   | América del Sur                               | Claro, antes Chilesat PCS y Smartcom | 6.476.000     | 6.798.000     |
| República Dominicana                                                                    | Caribe /América Central                       | Claro, antes CODETEL (en República Dominicana) | 5.373.000     | 5.551.000     |
| Clientes inalámbricos globales                                                          | -----                                         | ----- | 282.852.000   | 280.033.000   |

- Países en los que no tiene presencia en América: Aruba, Bahamas, Belice, Bolivia, Canadá, Cuba, Groenlandia, Guyana, Haití, Surinam, Trinidad y Tobago, Venezuela y algunas islas dependientes del Caribe, incluyendo Guadalupe y Martinica.

## Tecnología usada por América Móvil en cada país

### Sudamérica
- Argentina CDMA (800/1900MHZ), GSM/GPRS/EDGE (850/1900MHZ), UMTS/HSDPA (850/1900MHZ) LTE (700/1900/2600MHz)
- Brasil TDMA (800MHZ), GSM/GPRS/EDGE (850/1800MHZ), UMTS/HSDPA (850/2100MHZ), LTE (700/1800/2100/2600MHz)
- Chile GSM/GPRS/EDGE (850/1900MHZ), UMTS/HSDPA
- Colombia TDMA/CDMA (800MHZ/1900MHz), GSM/GPRS/EDGE (850/1900MHZ), UMTS/HSDPA (850MHZ/1900MHZ), LTE(2600MHZ/700MHZ)
- Ecuador TDMA (800MHZ), GSM/GPRS/EDGE (850MHZ/1900MHZ), UMTS/HSDPA (850MHZ/1900MHZ)
- Paraguay GSM/GPRS/EDGE (1900MHZ), UMTS/HSDPA (1900MHZ)
- Perú GSM/GPRS/EDGE (850/1900MHZ), UMTS/HSDPA (850/1900MHZ), LTE (700/1900/2600MHz)
- Uruguay GSM/GPRS/EDGE (1900MHZ), LTE, UMTS/HSDPA  (1900MHZ)

### El Caribe
- Puerto Rico CDMA (800/1900MHZ), GSM/GPRS/EDGE (850/1900MHZ), UMTS/HSDPA (850MHZ pronto 1900), LTE
- República Dominicana CDMA (1900MHZ), GSM/GPRS/EDGE (850/1900MHZ), UMTS/HSDPA (850MHZ pronto 1900), LTE
- Panamá GSM/GPRS/EDGE (1900MHZ), UMTS/HSPA+ (1900MHZ), LTE(700MHZ BC28ATP)(1900MHZ BC2)

### Centroamérica
- Costa Rica GSM/GPRS/EDGE (1800MHZ), UMTS/HSPA+ (2100MHZ)
- El Salvador GSM/GPRS/EDGE (1900MHZ), UMTS/HSPA+ (1900MHZ)
- Guatemala CDMA (1900MHZ), GSM/GPRS/EDGE (900/1900MHZ), UMTS/HSPA+ (1900MHZ)
- Honduras GSM/GPRS/EDGE (1900MHZ), UMTS/HSPA+ (1900MHZ)
- Nicaragua GSM/GPRS/EDGE (1900MHZ), UMTS/HSPA+ (850MHZ), LTEband 4(1700/2100MHZ)

### Norteamérica
- Estados Unidos CDMA (800/1900MHZ), GSM/GPRS/EDGE (850/1900MHZ)
- México TDMA (800MHZ), GSM/GPRS/EDGE (850/1900MHZ), UMTS/HSDPA (850MHZ/1900MHZ), LTE (1700MHz)

### Europa
- Austria GSM/GPRS/EDGE (900/1800MHZ), UMTS, HSPA (900/2100MHZ), LTE (800/1800/2600MHZ)
- Bielorrusia GSM/GPRS/EDGE (900/1800MHZ), UMTS, HSPA (900/2100MHZ)
- Bulgaria GSM/GPRS/EDGE (900/1800MHZ), UMTS, HSPA (2100MHZ), LTE (1800MHZ)
- Croacia GSM/GPRS/EDGE (900MHZ), UMTS, HSPA (2100MHZ), LTE (800/1800MHZ)
- Eslovenia GSM/GPRS/EDGE (9001800MHZ), UMTS, HSPA (900/2100MHZ), LTE (800/1800/2600MHZ)
- Serbia GSM/GPRS/EDGE (900/1800MHZ), UMTS, HSPA (900/2100MHZ), LTE (800/1800MHZ)
- Macedonia del Norte GSM/GPRS/EDGE (900/1800MHZ), UMTS, HSPA (2100MHZ), LTE (800/1800/2600MHZ)
- Liechtenstein GSM/GPRS/EDGE (900/1800MHZ), UMTS, HSPA (2100MHZ), LTE (800MHZ)

## Transmisión de contenidos multimedia
En aras de proporcionar contenidos multimedia para su plataforma en demanda Claro Video, América Móvil compra los derechos de transmisión de los torneos de invierno Vancouver 2010 y Sochi 2014; además de los torneos olímpicos y paralímpicos Río 2016. Como el Comité Olímpico Internacional exige televisoras de red nacional gratuita para su transmisión, logró hacer convenios con televisoras de toda Latinoamérica para exhibir los contenidos. En el caso de México, logró contar con el apoyo de Canal Once del IPN, Una Voz Con Todos, Canal 22 de CULTURA y la RED México, una red asociada de televisoras y radiodifusoras públicas a nivel estado.
Sin embargo, en México surgieron varios problemas por una antigua cláusula en la licencia de Telmex por la prohibición de tener empresas de televisión en su red. Aunque en inicio se pensó que Televisa y TV Azteca perderían audiencia, ingresos por publicidad y cobertura por la ausencia (calculada en $45 millones); al parecer, la ausencia del evento no les provocará mayores afectaciones debido a la baja constancia de la televisión pública mexicana en el deporte y lo bajamente rentable que era transmitir el susodicho evento. No obstante, para continuar con la preferencia del público, se reprogramaron los partidos de la Liga Mexicana de Fútbol a modo de boicot contra América Móvil y su transmisión gratuita en dos plataformas: la televisión pública y el internet.